# Thomas Barth (Perkeo)

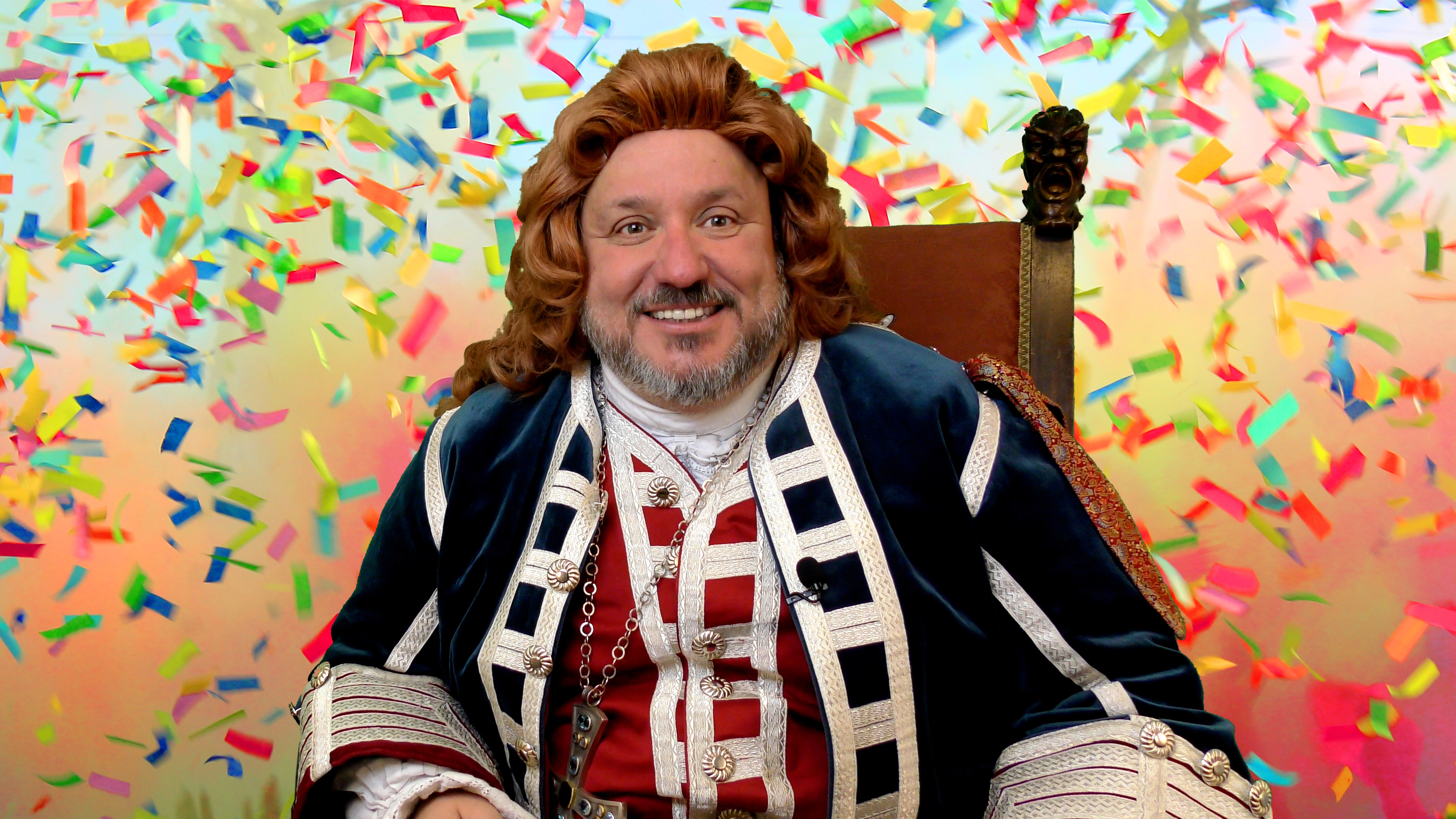
Perkeo Thomas Barth, mit Konfetti im Hintergrund

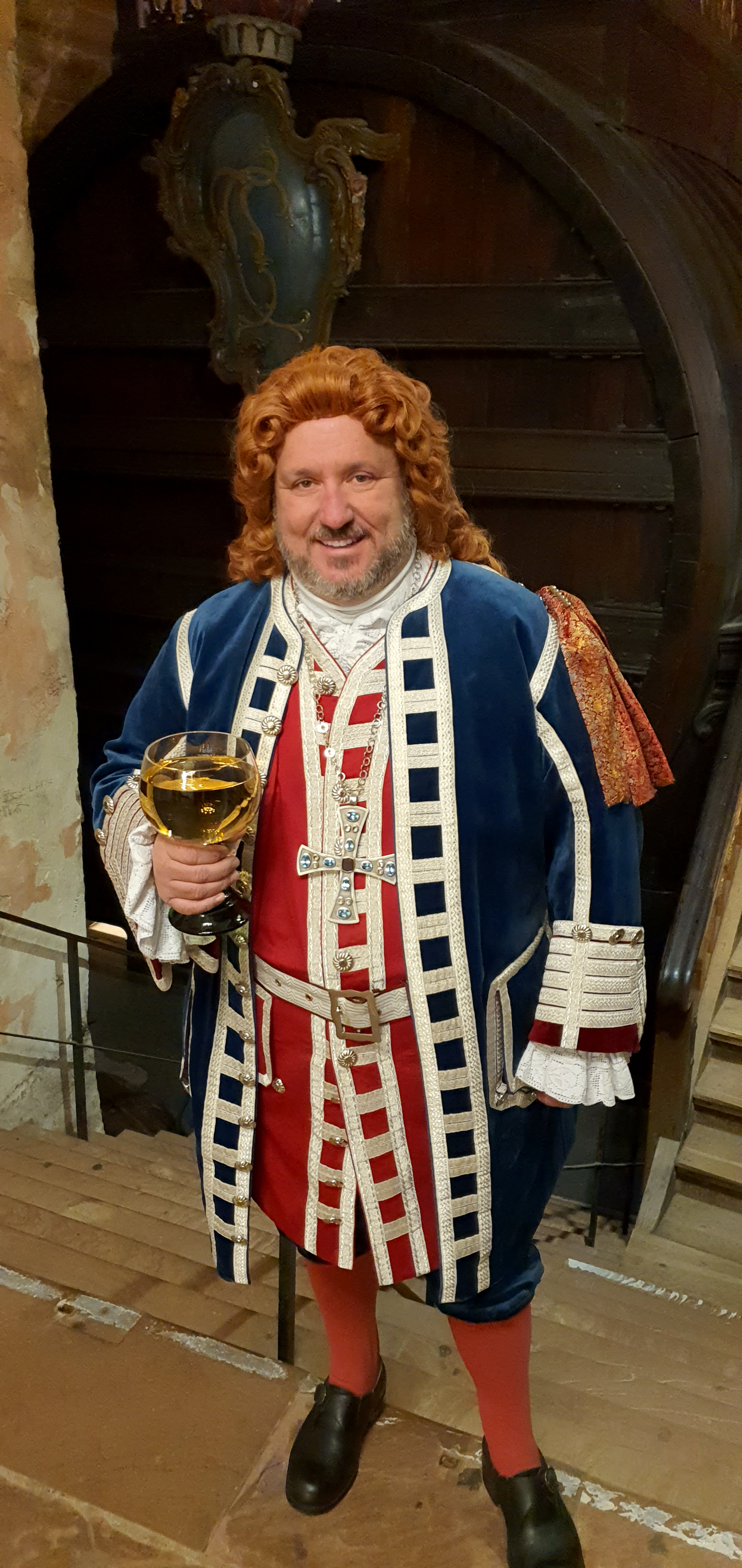
Perkeo am Großen Fass

Thomas Hans Barth (* 1963 in Heidelberg) ist ein deutscher Comedian und Schreinermeister, seit 1999 verkörpert er Perkeo, die Symbolfigur der Heidelberger Fastnacht.

## Leben
1999 trat Perkeo-Präsident Barth das Amt der Symbolfigur der Heidelberger Fastnacht an. Er wurde zum vierten Perkeo gekürt und damit zum Schutzpatron der Heidelberger Fastnacht ernannt.
Barth begann 1978 als Fanfarenbläser im Perkeo-Fanfarenzug. Es folgten Büttenreden und Theaterstücke, bevor er im Alter von 21 Jahren zum Sitzungspräsidenten der Perkeo-Gesellschaft Heidelberg 1907 e.V. gewählt wurde und heute der Dienstälteste Präsident der Heidelberger Fastnacht ist. Traditionell eröffnet die Symbolfigur Perkeo zusammen mit dem Stadtoberhaupt das Volksfest Heidelberger Herbst.
Er wurde für die CDU 2009 in den Gemeinderat der Stadt Heidelberg gewählt, dem er bis 2019 angehörte und seit 2023 wieder angehört.
Perkeo Thomas Barth traf am 20. Juli 2017 im Rahmen des "Royal Visits" auf Prinz William und Herzogin Kate.

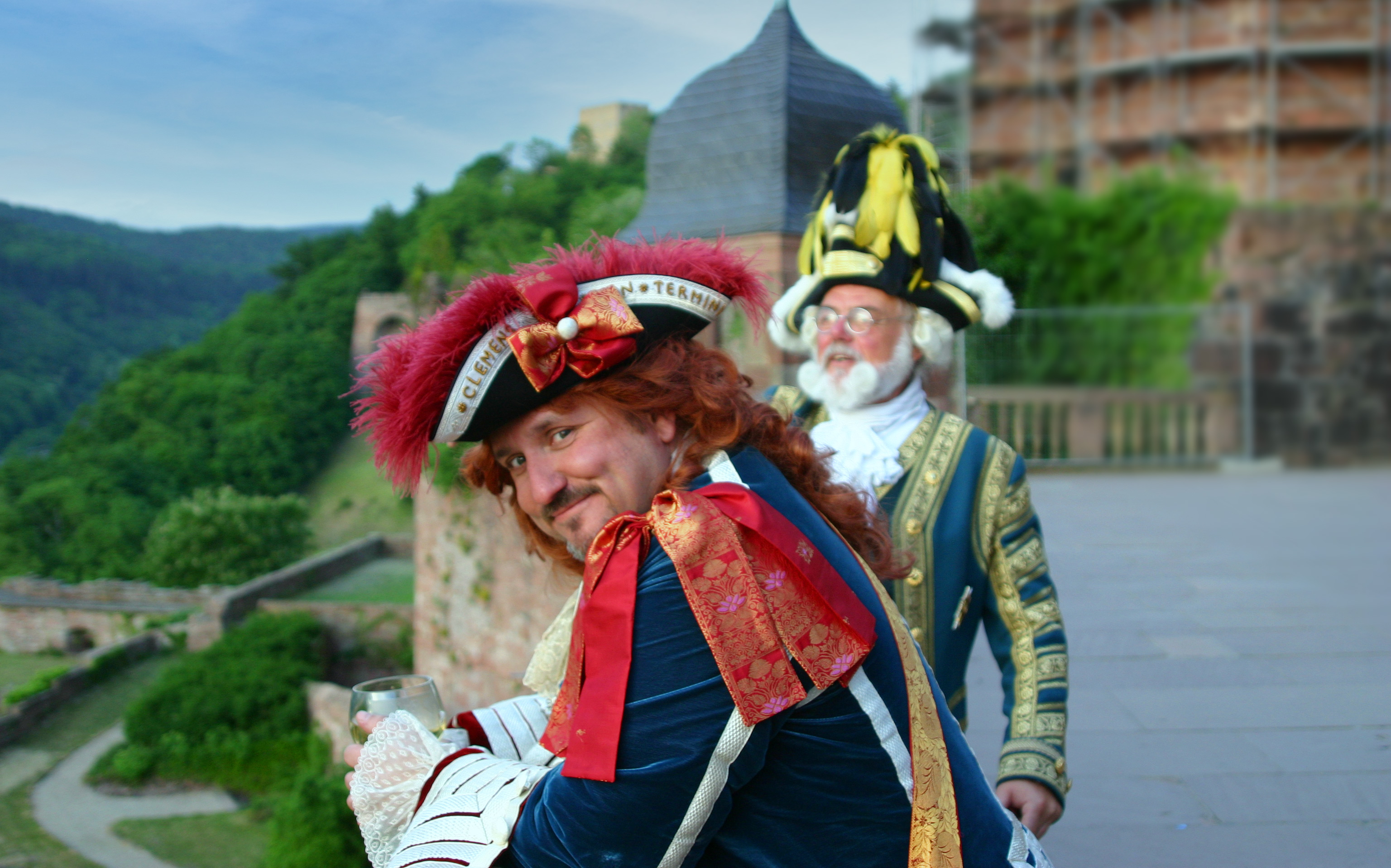
Perkeo Thomas Barth und Adjutant auf dem Schlossaltan.

## Theaterstücke
Seit Beginn seiner Tätigkeit bei der Perkeo-Gesellschaft schreibt Barth Volkstheaterstücke, meist für das Perkeo-Volkstheater, und wirkte in Theaterproduktionen mit:
- als Autor und Darsteller:
  - 2018 – 2019: Die 11 Weststadt-Narren
  - 2017 – 2018: Schwiegermütter küsst man(n) nicht
  - 2015 – 2016: Sonny Boys (nur Darsteller)
  - 2014 – 2015: Frauentausch im Paradies
  - 2013 – 2014: Der OB-Kandidat
  - 2012 – 2013: Gute NachtSchicht
  - 2011 – 2012: Doppelbock
  - 2010 – 2011: Die Römertragödie
  - 2009 – 2010: Der Freundschaftsdienst
  - 2008 – 2009: Das Freuden(Rat)haus
  - 2006 – 2007: Der Hofnarr
  - 2005 – 2006: Verzweifelte Hausfrauen
  - 2004 – 2005: Der Olympiasieger

- als Darsteller
  - 2015 – 2017: Kiss Me, Kate (Theater und Orchester Heidelberg)
  - 2015 – 2016: Sonny Boy
  - 2017 – 2018: Schwiegermütter küsst man(n) nicht
  - 2018 – 2019: Die 11 Weststadt-Narren
  - 2023: Do is' der Wurm drin![6]

## Auszeichnungen
Er erhielt neben fastnachtlichen Auszeichnungen auch folgende Ehrungen:
- 2006: Ehrennadel des Landes Baden-Württemberg[7]
- 2008: Bürgerplakette der Stadt Heidelberg[8]